# Guillermo Gómez Platero
Guillermo Gómez Platero (* 25. November 1922 in Montevideo; † 7. Januar 2014 ebenda) war ein uruguayischer Architekt.
1947 schloss er zunächst sein Studium an der Fakultät für Architektur der Universidad de la República ab. 20 Jahre später bestätigte er seinen Architekten-Titel erneut an der Universität von Buenos Aires. Es folgte ein Postgraduierten-Studium in Frankreich (soziale Wohnungsbau-Programme) und Schweden (Nationales Stadtplanungsinstitut).
Seit 1957 ist er freiberuflich als Architekt tätig. Im Rahmen seiner Tätigkeit war er vor allem Anfang der 1980er Jahre an der Errichtung von Appartement-Hochhäusern in Punta del Este beteiligt.
Zu seinen Werken zählten diverse Shopping-Center in Uruguay, wie etwa das Montevideo Shopping Center im Stadtteil Buceo (Eröffnung 1985), Portones Shopping in Carrasco (Eröffnung 1994) oder der Busbahnhof Terminal Tres Cruces mit angeschlossenem Shoppingcenter im Stadtteil Tres Cruces (Eröffnung ebenfalls 1994). Ferner erwähnenswert ist der Torre de los Profesionales an der Straßenecke Colonia und Yaguarón in Montevideo.

## Auszeichnungen
- Ritter der französischen Ehrenlegion
- Kommandeur des Ordens des heiligen Gregors des Großen (Vatikan)
- Ritter des Ordens von Malta